# JR中央大廈
JR中央大廈（日语：JRセントラルタワーズ，亦譯為JR中央塔）是位於日本愛知縣名古屋市中村區的一座複合型設施（車站大樓），為名古屋站站房的一部份。該建築有鐵路車站、百貨公司高島屋、Tokyu Hands、辦公室、名古屋萬豪飯店等多項設施，業主JR東海的總部也設於此。
JR中央大廈由地上18層的低層建築、與兩棟各51與53層的高層建築構成，最高處為245.1公尺。1994年動工、1999年啟用。其為金氏世界紀錄認證世界最高的車站大樓，完工時也是中部地方第一高樓，直到2006年被中部地方廣場大廈取代中部地方第一高樓地位。

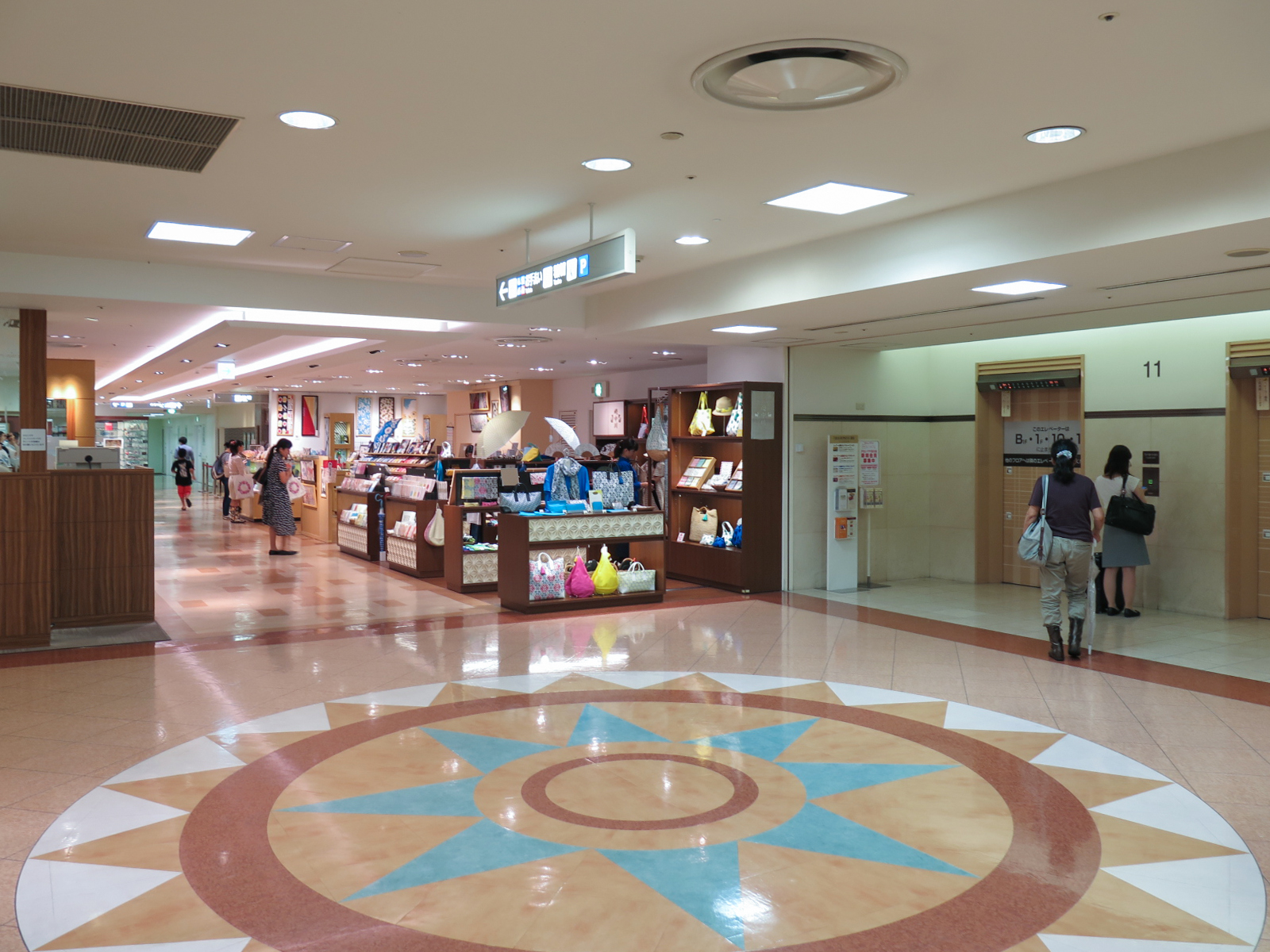
名古屋高島屋
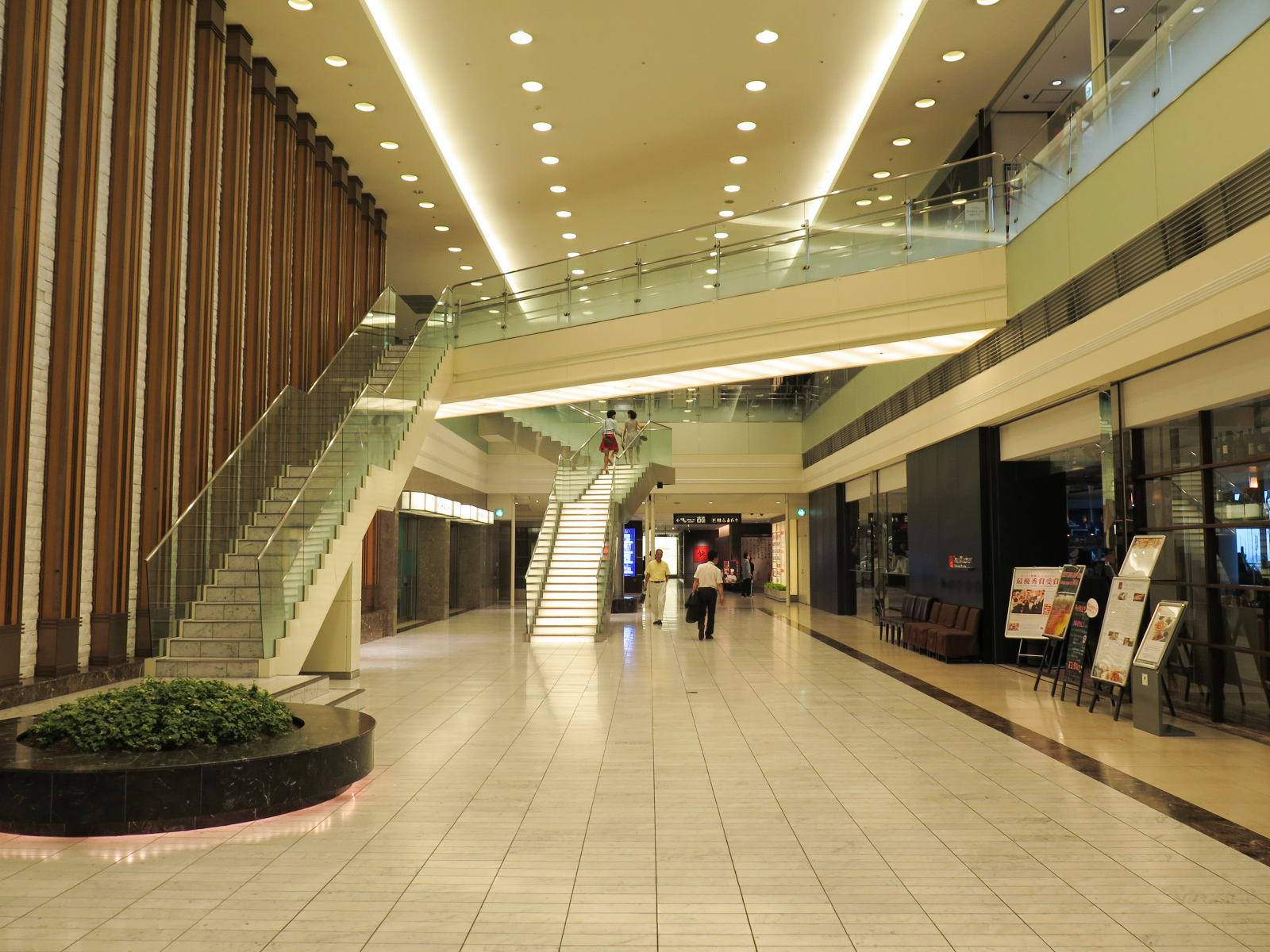
12至13樓食肆專層
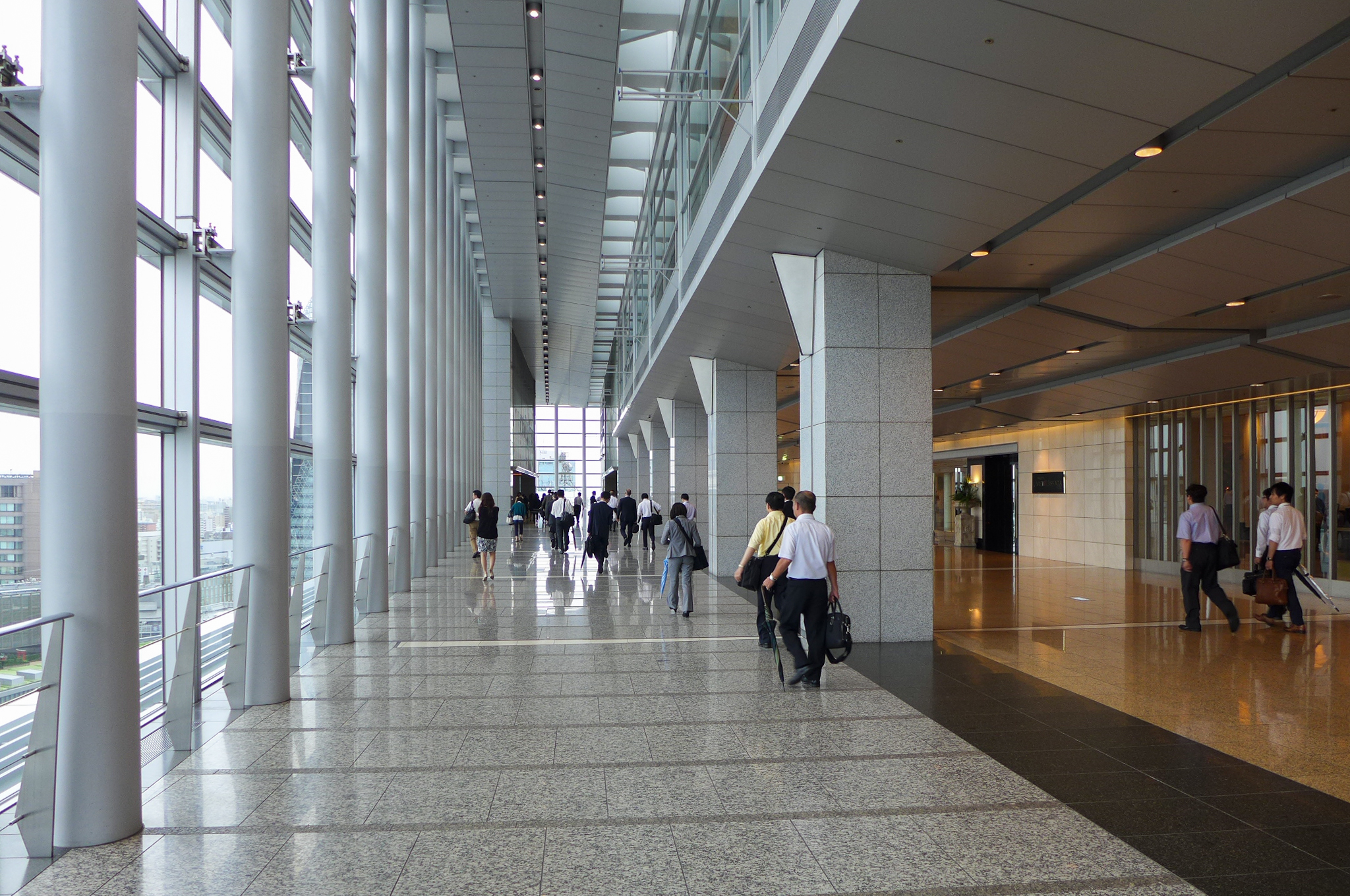
15樓Sky Street觀景走廊，可享名古屋美景
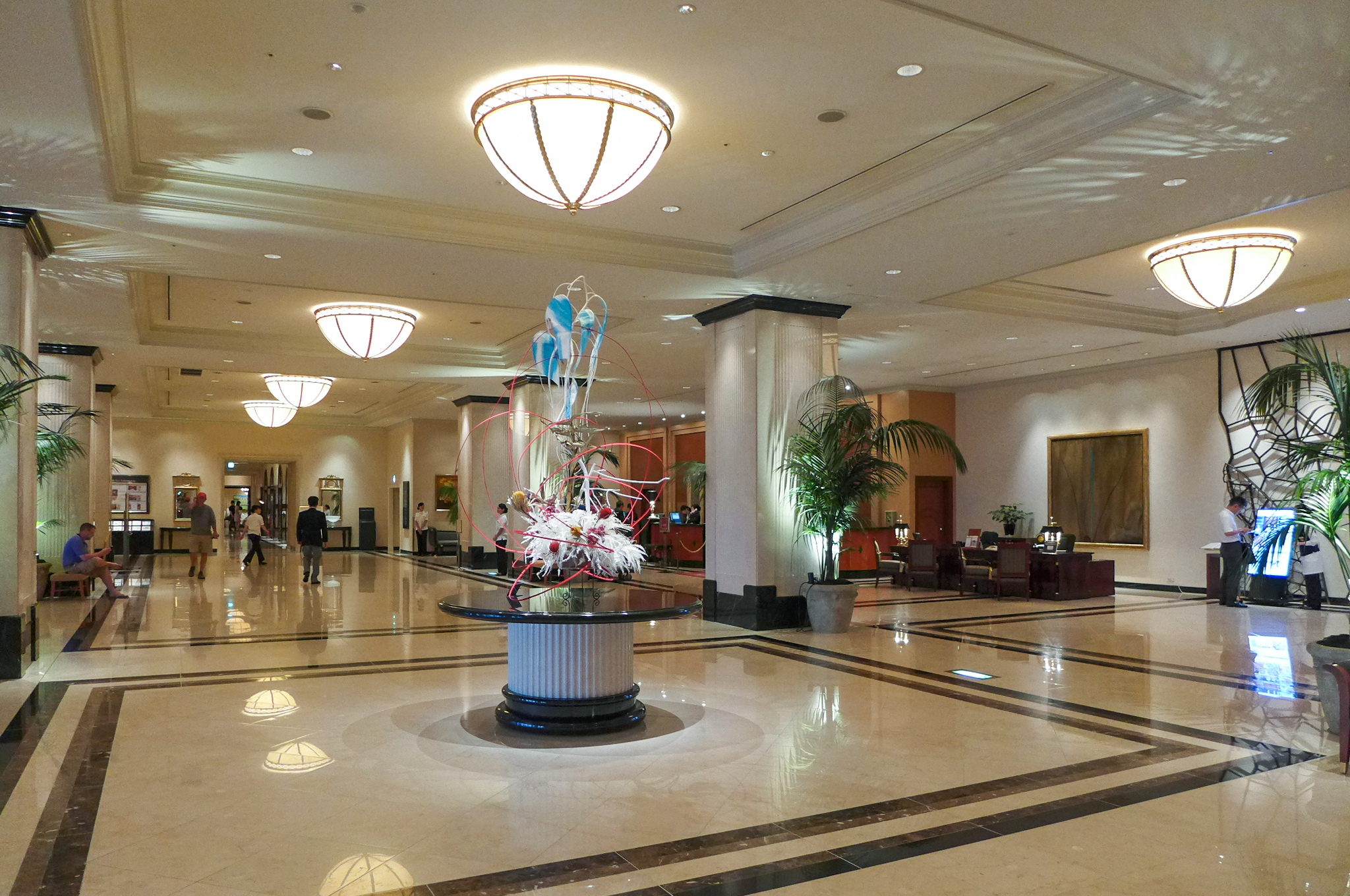
名古屋萬豪飯店大堂

## 鄰近
- JR Gate Tower
- 中部地方廣場大廈
- 大名古屋ビルヂング

## 関連項目
- 東海旅客鉄道（JR東海）
- 名古屋駅
  - 名鉄名古屋駅
  - 近鉄名古屋駅
- 名鉄百貨店
- 松坂屋

## 外部連結
- JR中央大廈官方網站 （页面存档备份，存于）
- JR名古屋高島屋 （页面存档备份，存于）
- 名古屋萬豪飯店 （页面存档备份，存于）